# Puerto de Canencia

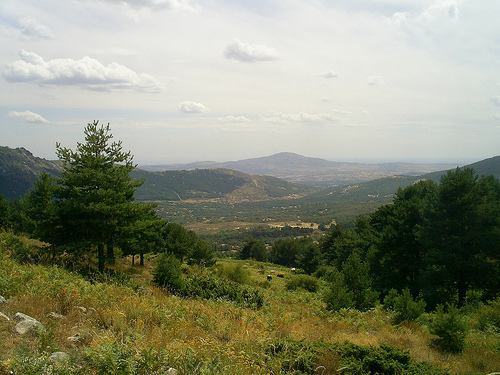
Vista dalla cima del passo

Il Puerto de la Canencia è un passo di montagna situato nella Sierra de Guadarrama (appartenente al Sistema Centrale), nella Comunità di Madrid (Spagna). Il passo è situato a un'altitudine di 1.524 m ed è attraversato dalla strada M-629 che collega i comuni di Miraflores de la Sierra e Canencia, distanti 16 km. La strada prosegue verso l'alta Valle del Lozoya dove si unisce alla M-604. La strada fu costruita tra il 1941 e il 1954, per migliorare l'accesso a Canencia, che, in quel periodo, sperimentò un timido sviluppo grazie all'installazione dei servizi di illuminazione elettrica e acqua corrente.
È situato ai piedi della Sierra de la Morcuera, allineamento appartenente al massiccio della Sierra de Guadarrama che è attraversato da un altro passo, il Puerto de la Morcuera, nella parte occidentale. A est del passo si situano cime come la Cabeza de Braña, di 1.782 m di altitudine, o il Mondalindo, di 1.833 m.
È uno dei passi più bassi della Sierra de Guadarrama e, allo stesso tempo, tra i meno transitati, per il suo carattere locale. Ciò nonostante, è un sito molto frequentato nei fine settimana per il suo valore paesaggistico e ambientale. La zona è popolata da pini.
Il Rally Shalymar solitamente fa tappa in questo passo.